# Ciliata
A Ciliata a csontos halak (Osteichthyes) főosztályának a sugarasúszójú halak (Actinopterygii) osztályába, ezen belül a tőkehalalakúak (Gadiformes) rendjébe és a Lotidae családjába tartozó nem.

## Rendszerezés
A nembe az alábbi 3 faj tartozik:
- Ciliata mustela (Linnaeus, 1758) - típusfaj
- Ciliata septentrionalis (Collett, 1875)
- Ciliata tchangi Li, 1994